# Mount Shirshov
Mount Shirshov (russisch Гора Ширшова Gora Schirschowa) ist ein kleiner Berg im ostantarktischen Enderbyland. Er ragt 5 km nordöstlich des Mount Selwood in den Tula Mountains auf.
Geologen der von 1961 bis 1962 dauernden sowjetischen Antarktisexpedition besuchten den Berg und benannten ihn nach dem sowjetischen Polarforscher Pjotr Schirschow (1905–1953). Das Antarctic Names Committee of Australia (ANCA) übertrug die Benennung am 22. Oktober 1968 ins Englische.